# 約翰·米勒 (弗吉尼亞州政治人物)
約翰·C·米勒（英語：John C. Miller；1947年12月9日—2016年4月4日），是美國的民主黨政治人物，前弗吉尼亞州參議院議員。

## 生平
米勒於賓夕法尼亞州布林莫爾出生，在北伊利诺伊大学畢業，後在2007年當選為弗吉尼亞州參議院第一選區議員。他服務的選區範圍包括威廉斯堡、部分薩福克、部分約克縣、詹姆斯市縣及漢普頓、紐波特紐斯的維吉尼亞半島。
2016年4月4日，米勒因心臟病發逝世。

## 兩黨合作
參議員米勒試圖不論政黨地與議會其他成員合作，是共同預備會議的創立人之一。

## 外部連結
- 智慧投票计划中的傳記、投票紀錄及利益集團評級
- Current Bills Sponsored at StateSurge.com
- Campaign contributions at the National Institute for Money in State Politics
- 在國家政治金錢研究所的競選捐款（2001年眾議院）
- 弗吉尼亞州公共存取計劃的檔案 （页面存档备份，存于）

| 弗吉尼亞州參議院       | 弗吉尼亞州參議院                                   | 弗吉尼亞州參議院   |
| ---------------------- | -------------------------------------------------- | ------------------ |
| 前任者： 馬蒂·威廉姆斯 | 弗吉尼亞州參議院第一選區 參議院議員 2008年－2016年 | 繼任者： 蒙蒂·梅森 |